# Sympistis trimacula
Sympistis trimacula är en fjärilsart som beskrevs av Rudolf Rangnow 1935. Sympistis trimacula ingår i släktet Sympistis och familjen nattflyn. Inga underarter finns listade i Catalogue of Life.